# (27932) Leonyao
(27932) Leonyao est un astéroïde de la ceinture principale.

## Description
(27932) Leonyao est un astéroïde de la ceinture principale. Il fut découvert le 2 avril 1997 à Socorro (Nouveau-Mexique) par le projet LINEAR. Il présente une orbite caractérisée par un demi-grand axe de 2,31 UA, une excentricité de 0,12 et une inclinaison de 5,5° par rapport à l'écliptique.

## Compléments